# Maria Koepcke
Maria Koepcke (* 15. Mai 1924 in Leipzig; † zwischen 24. Dezember 1971 und 9. Januar 1972 nahe Puerto Inca, Peru; geborene Maria Emilia Anna von Mikulicz-Radecki, gelegentlich auch Maria Köpcke geschrieben) war eine deutsch-peruanische Ornithologin. Sie gehört zu den Opfern des Flugzeugabsturzes LANSA-Flug 508.

## Leben
Maria von Mikulicz-Radecki wuchs in Deutschland auf und wurde 1949 in Zoologie an der Universität Kiel mit der Dissertation Studien über Musterung und Färbung von Wild- und Haustauben promoviert. Sie verließ 1950 Deutschland und wanderte nach Peru aus, wo sie im selben Jahr den Zoologen Hans-Wilhelm Koepcke heiratete, mit dem sie zusammen in Kiel studiert hatte. Zunächst arbeitete sie wie ihr Mann am Museo de Historia Natural der Universidad Nacional Mayor de San Marcos in Lima, wo sie die Vögel- und Mammalogie-Abteilung leitete. Mit ihrem Mann arbeitete sie während ihrer wissenschaftlichen Forschungen eng zusammen und publizierte mit ihm gemeinsam. Zu ihren gemeinsamen Veröffentlichungen gehörten Las Aves de Importancia Económica del Perú, die zwischen 1963 und 1971 vom peruanischen Landwirtschaftsministerium herausgegeben wurden. Aus der Ehe ging eine Tochter, Juliane Koepcke, hervor. Zusammen mit ihrem Mann gründete Maria Koepcke 1968 die Forschungsstation „Panguana“ im Tiefland-Regenwald von Peru, die nach einer heimischen Vogelart benannt ist. Ungewöhnlich an Maria Koepcke ist, dass sie zu einer Zeit, in der die Ornithologie in Südamerika sehr stark von Männern dominiert war, sich international einen Namen als Ornithologin machen konnte. Ihr Spezialgebiet war die Avifauna der Neotropen.
Maria Koepcke war 1957 Erstbeschreiberin des Rostbauch-Dickichtschlüpfers (Synallaxis zimmeri), den sie nach dem verstorbenen Ornithologen John Todd Zimmer benannte, und 1954 des Weißohrkotinga (Zaratornis stresemanni), ein Name, den sie Erwin Stresemann widmete. Auch der Kaktuscanastero (Pseudasthenes cactorum) wurde 1959 von ihr beschrieben. Außerdem beschrieb sie einige neue Unterarten wissenschaftlich, so für den Braungimpelfink Tiaris obscurus pacificus (Koepcke, 1963), den Kaktuscanastero Pseudasthenes cactorum lachayensis (Koepcke, 1965) sowie Pseudasthenes cactorum monticola (Koepcke, 1965), die Morgenammer Zonotrichia capensis illescasensis (Koepcke, 1963), die Morgenammer Zonotrichia capensis markli (Koepcke, 1971), den Rostschwanzcanastero Asthenes pudibunda grisior (Koepcke, 1961), das Buckleytäubchen Columbina buckleyi dorsti (Koepcke, 1962), den Weißbrauen-Baumschlüpfer Cranioleuca baroni zaratensis (Koepcke, 1961), den Schwanzfleckenämmerling Rhopospina alaudina humboldti (Koepcke, 1963), den Schwarzscheitelhemispingus Sphenopsis piurae macrophrys (Koepcke, 1961), den Patagonienerdhacker Geositta cunicularia georgei (Koepcke, 1965), den Rostkappen-Meisenschlüpfer Leptasthenura pileata latistriata (Koepcke, 1965) und das Andensteißhuhn Nothoprocta pentlandii niethammeri (Koepcke, 1968).
Einer breiteren Öffentlichkeit wurde Maria Koepcke durch den Absturz von LANSA-Flug 508 am 24. Dezember 1971 bekannt, den ihre 17-jährige Tochter Juliane als einzige von 92 Insassen überlebte und anschließend tagelang durch den peruanischen Dschungel wanderte und schwamm. Das ungewöhnliche Schicksal von Juliane Koepcke fand damals breites Medieninteresse. Das im Jahr 2011 erschienene Buch von Juliane Koepcke „Als ich vom Himmel fiel“ beschreibt neben dem Absturz auch die Vor- und Nachgeschichte.
Das Schicksal Maria Koepckes wurde trotz großer Anstrengungen ihres Mannes nie mit Sicherheit geklärt. Vermutlich hatte sie wie ihre Tochter den Absturz selbst überlebt und starb erst etwa zwei Wochen danach, die Todesursache wurde nie untersucht. Offiziell wurde sie auf dem Friedhof in Aufkirchen am Starnberger See begraben, wo auch ihr Vater begraben lag. Indizien sprechen aber dafür, dass dort lediglich ihr zur Identifikation durch Gebißvergleich verwendeter Unterkiefer beigesetzt wurde zusammen mit einigen wenigen Knochen einer unbekannten Leiche, von der nicht einmal das Geschlecht bekannt ist. Bei der ersten Identifikation durch ihren Mann am 12. Januar, in einer zur Leichenschauhalle umfunktionierten Fabrikhalle in Pucallpa, befand sich noch die auffällig gut erhaltene Leiche einer frisch verstorbenen Person mit diesem Unterkiefer in dem Sarg. Dies bestätigte auch der peruanische Arzt, der die Leiche für den Überführungsflug präparierte. In München, wo eigentlich eine Obduktion zur Klärung der Todesursache hätte stattfinden sollen, fanden die Mediziner in dem Sarg dagegen nur noch wenige Knochen vor, zusammen aber mit dem Unterkiefer, der nach zahnärztlichen Unterlagen zweifelsfrei Maria Koepcke zugeordnet wurde. Sie gaben die sterblichen Überreste daraufhin ohne jede Untersuchung zur Beerdigung frei. Die von ihrem Mann von Peru aus angestrengte Exhumierung zur Klärung der Identität der Knochen wurde nie durchgeführt. Nach Annahme ihrer Tochter Juliane befand sich ihre Leiche mit bei den Leichen und Leichenteilen, die am 24. Januar im Mausoleum Alas de Esperanza in Pucallpa beigesetzt wurden.
Zu Ehren von Maria Koepcke sind vier Vogelarten benannt:
- Andenkreischeule, Megascops koepckeae (Hekstra, 1982)
- Koepckeschattenkolibri (Phaethornis koepckeae Weske & Terborgh, 1977)
- Koepckehokko (Pauxi koepckeae Weske & Terborgh, 1971)
- Koepckekassike (Cacicus koepckeae Lowery & O’Neill, 1965)

## Maria-Koepcke-Preis
Zu Ehren von Maria Koepcke vergibt die Projektgruppe „Ornithologische Sammlungen“ der Deutschen Ornithologen-Gesellschaft seit 2007 den Maria-Koepcke-Preis.
Preisträger waren
- 2007: Christiane Quaisser
- 2008: Albrecht Manegold
- 2009: Martin Päckert
- 2010: Frank Dieter Steinheimer
- 2011: Dieter Thomas Tietze
- 2012: Till Töpfer
- 2013: Gerald Mayr
- 2015: Jörg Asmus
- 2017: Manuel Schweizer
- 2019: Justin J.F.J. Jansen

## Publikationen (Auswahl)
- Zaratornis stresemanni nov. gen. nov. spec., Un cotingido nuevo del Perú. In: Publicaciones del Museo de Historia Natural "Javier Prado" (= Serie A, Zoología). Nr. 16, 1954, S. 1–9 (spanisch, museohn.unmsm.edu.pe [PDF; 735 kB]).
- Una nueva especie de Synallaxis (Furnariidae, aves) de la vertientes occidentales andinas del Perú central. In: Publicaciones del Museo de Historia Natural "Javier Prado" (= Serie A, Zoología). Nr. 18, 1957, S. 1–8 (spanisch, museohn.unmsm.edu.pe [PDF; 606 kB]).
- Ein neuer Asthenes (Aves, Furnariidae) von der Küste und dem westlichen Andenabhang Südperus. In: Beitrage zur Neotropischen Fauna. Band 1, Nr. 3, 1959, S. 243–248, doi:10.1080/01650525909380616.
- Birds of the Western Slope of the Andes of Peru. In: American Museum Novitates. Nr. 2028, 1961, S. 1–31 (englisch, digitallibrary.amnh.org [PDF; 26,4 MB]).
- Las razas geográficas de Cranioleuca Antisiensis(Furnariidae, aves), con la descripción de una nueva subespecie. In: Publicaciones del Museo de Historia Natural "Javier Prado" (= Serie A, Zoología). Nr. 20, 1961, S. 1–17 (spanisch, museohn.unmsm.edu.pe [PDF; 1,2 MB]).
- Zur Kenntnis der in Peru lebenden Tauben der Gattung Columbigallina Boie (mit der Beschreibung einer neuen Subspezies). In: Beitrage zur Neotropischen Fauna. Band 2, Nr. 4, 1962, S. 295–301, doi:10.1080/01650526209380631.
- Zur Kenntnis einiger Finken des peruanischen Küstengebietes (mit Beschreibungen neuer Subspezies). In: Beitrage zur Neotropischen Fauna. Band 3, Nr. 1, 1963, S. 2–19, doi:10.1080/01650526309360363.
- Zur Kenntnis einiger Furnariiden (Aves) der Küste und des westlichen Andenabhanges Perus (mit Beschreibungen neuer Subspezies). In: Beitrage zur Neotropischen Fauna. Band 4, Nr. 3, 1965, S. 150–173, doi:10.1080/01650526509360385.
- Die Rassengliederung von Nothoprocta pentlandi (Tinamidae) in Peru mit Beschreibung einer neuen Subspezies. In: Bonner zoologische Beiträge. Band 19, 1968, S. 225–234 (biodiversitylibrary.org).
- Zonotrichia capensis markli nov. Subspec. (Fringillidae, Aves), una raza geográfica nueva del gorrión americano de la Costa Norte del Perú. In: Publicaciones del Museo de Historia Natural "Javier Prado" (= Serie A, Zoología). Nr. 23, 1971, S. 1–11 (spanisch, museohn.unmsm.edu.pe [PDF; 813 kB]).